# Reacción de desplazamiento del gas de agua
La reacción de desplazamiento del gas de agua (frecuentemente abreviada como WGSR, del inglés water-gas shift reaction) describe la reacción del monóxido de carbono y el vapor de agua para formar dióxido de carbono e hidrógeno:
CO  +  H2O     CO2  +  H2
La reacción de desplazamiento del gas de agua fue descubierta por el físico italiano Felice Fontana en 1780. No obstante, fue mucho más tarde cuando se comprendió el valor industrial de esta reacción. Hasta antes de principios del siglo XX, el hidrógeno se obtenía haciendo reaccionar vapor a alta presión con hierro para producir hierro, óxido de hierro e hidrógeno. Con el desarrollo de procesos industriales que requerían hidrógeno, como la síntesis de amoníaco de Haber-Bosch, se requería un método de producción de hidrógeno menos costoso y más eficiente. Como solución a este problema, la reacción de desplazamiento del gas de agua se combinaba con la gasificación de carbón para obtener hidrógeno puro como producto. A medida que la idea de la economía de hidrógeno gana popularidad, este enfoque del hidrógeno como fuente de combustible de sustitución para los hidrocarburos está aumentando.

## Aplicaciones
La reacción de desplazamiento del gas de agua es una importante reacción industrial que se utiliza en la fabricación de amoníaco, hidrocarburos, metanol e hidrógeno. También se utiliza a menudo junto con el reformado con vapor de metano y otros hidrocarburos. En el proceso de Fischer-Tropsch, esta reacción es una de las más importantes que se utilizan para ajustar la relación H2/CO. Proporciona una fuente de hidrógeno a expensas del monóxido de carbono, que es importante para la producción de hidrógeno de alta pureza para su uso en la síntesis de amoníaco.
La reacción de desplazamiento del gas de agua puede ser una reacción secundaria no deseada en procesos que involucran agua y monóxido de carbono, por ejemplo, el proceso de Monsanto basado en rodio.

### Pilas de combustible
La reacción de desplazamiento del gas de agua puede ayudar en la eficiencia de las pilas de combustible al aumentar la producción de hidrógeno. Esta reacción se considera un componente crítico en la reducción de las concentraciones de monóxido de carbono en las pilas que son susceptibles al envenenamiento por monóxido de carbono, como la pila de combustible de membrana de intercambio de protones (PEM). Los beneficios de esta aplicación son dobles: la reacción de desplazamiento del gas de agua no solo reduciría efectivamente la concentración de monóxido de carbono, sino que también aumentaría la eficiencia de las pilas de combustible al aumentar la producción de hidrógeno. Desafortunadamente, los catalizadores comerciales actuales que se utilizan en los procesos de desplazamiento del gas de agua industriales no son compatibles con las aplicaciones de pilas de combustible. Con la alta demanda de combustible limpio y el papel crítico de la reacción de desplazamiento del gas de agua en las pilas de combustible de hidrógeno, el desarrollo de catalizadores de desplazamiento del gas de agua para su aplicación en la tecnología de pilas de combustible es un área de actual interés en investigación.
Los catalizadores para la aplicación en pilas de combustible deberían funcionar a bajas temperaturas. Dado que la reacción de desplazamiento del gas de agua es lenta a temperaturas más bajas donde el equilibrio favorece la producción de hidrógeno, los reactores de desplazamiento del gas de agua requieren grandes cantidades de catalizador, lo que aumenta su coste y tamaño para su aplicación práctica. El catalizador comercial LTS utilizado en plantas industriales a gran escala también es pirofórico en su estado inactivo y, por lo tanto, presenta problemas de seguridad para las aplicaciones de consumo. Desarrollar un catalizador que pueda superar estas limitaciones es relevante para la implementación de una economía del hidrógeno.

### Desplazamiento del gas de agua mejorado por sorción (SEWGS)
La reacción de desplazamiento del gas de agua se usa en combinación con la adsorción sólida de CO2 en el desplazamiento del gas de agua mejorado por sorción para producir una corriente de hidrógeno a alta presión a partir del gas de síntesis.

## Condiciones de reacción
El equilibrio de esta reacción muestra una dependencia significativa de la temperatura y la constante de equilibrio disminuye con un aumento de temperatura, es decir, se observa una mayor formación de hidrógeno a temperaturas más bajas.

Dependencia de la temperatura de la entalpía molar libre (Gibbs) y constante de equilibrio de la reacción de desplazamiento del gas de agua (WGS).

La reacción de desplazamiento del gas de agua es una reacción reversible moderadamente exotérmica. Por lo tanto, al aumentar la temperatura, aumenta la velocidad de reacción, pero la producción de dióxido de carbono se vuelve menos favorable. Debido a su naturaleza exotérmica, el alto porcentaje de monóxido de carbono se favorece termodinámicamente a bajas temperaturas. A pesar de la favorabilidad termodinámica a bajas temperaturas, la reacción es más rápida a altas temperaturas. La reacción de desplazamiento del gas de agua es sensible a la temperatura, con una tendencia a desplazarse hacia el monóxido de carbono a medida que aumenta la temperatura debido al principio de Le Chatelier. Por encima del rango de temperatura 600-2000 K, la constante de equilibrio de la reacción de desplazamiento del gas de agua tiene la siguiente relación:
En el rango de temperatura 600-1200 K, se puede utilizar la expresión más simple derivada por Moe:
Alternativamente, la constante de equilibrio de la reacción de desplazamiento del gas de agua derivada directamente de las cantidades termodinámicas conduce a:

## Preocupaciones prácticas
Para aprovechar tanto la termodinámica como la cinética de la reacción, la reacción de desplazamiento del gas de agua a escala industrial se lleva a cabo en múltiples etapas adiabáticas que consisten en un desplazamiento a alta temperatura (DAT) seguido de un desplazamiento a baja temperatura (DBT) con enfriamiento entre sistemas. El DAT inicial aprovecha las altas velocidades de reacción, pero está termodinámicamente limitado, lo que origina una conversión incompleta de monóxido de carbono y una composición de salida de monóxido de carbono del 2-4%. Para desplazar el equilibrio hacia la producción de hidrógeno, se emplea un reactor de desplazamiento de baja temperatura posterior para producir una composición de salida de monóxido inferior al 1%. La transición de los reactores DAT a DBT requiere enfriamiento entre sistemas. Debido a las diferentes condiciones de reacción, se deben emplear diferentes catalizadores en cada etapa para asegurar una actividad óptima. El catalizador comercial para DAT un el catalizador de óxido de hierro-óxido de cromo y el catalizador para DBT es un catalizador a base de cobre. El orden avanza de alta a baja temperatura debido a la susceptibilidad del catalizador de cobre al envenenamiento por azufre que puede permanecer después del proceso de reformado con vapor. Esto requiere la eliminación de los compuestos de azufre antes del reactor DBT mediante un lecho de protección para proteger el catalizador de cobre. Por el contrario, el hierro utilizado en la reacción de DAT es generalmente más robusto y resistente al envenenamiento por compuestos de azufre. Si bien tanto los catalizadores DAT como DBT están disponibles comercialmente, su composición específica varía según el proveedor. Una limitación importante para el DAT es la relación H2O/CO, donde las relaciones bajas pueden conducir a reacciones secundarias como la formación de hierro metálico, metanización, deposición de carbono y la reacción de Fischer-Tropsch.

### Catálisis de desplazamiento a baja temperatura
Los catalizadores para la reacción de desplazamiento del gas de agua a baja temperatura se basan habitualmente en fases cerámicas soportadas de cobre o óxido de cobre. Mientras que los soportes más comunes incluyen alúmina o alúmina con óxido de zinc, otros soportes pueden incluir óxidos de tierras raras, espinelas o perovskitas. Una composición típica de un catalizador DBT comercial es 32-33% de CuO, 34-53% de ZnO, 15-33% de Al2O3. La especie catalítica activa es CuO. La función del ZnO es proporcionar soporte estructural y prevenir el envenenamiento del cobre por azufre. El Al2O 3 previene la dispersión y la contracción del pellet. El reactor de desplazamiento DBT opera en un rango de 200-250 °C. El límite superior de temperatura se debe a la susceptibilidad del cobre a la sinterización térmica. Estas temperaturas más bajas también reducen la aparición de reacciones secundarias que se observan en el caso del DAT. También se han utilizado para DBT metales nobles como el platino, soportado sobre ceria.

### Catálisis de desplazamiento a alta temperatura
La composición típica del catalizador DAT comercial es 74,2% Fe2O3, 10,0% Cr2O3, 0,2% MgO (porcentaje restante atribuido a componentes volátiles). El cromo actúa para estabilizar el óxido de hierro y evita la sinterización. El funcionamiento de los catalizadores HTS se produce dentro del rango de temperatura de 310 °C hasta 450 °C. La temperatura aumenta a lo largo del reactor debido a la naturaleza exotérmica de la reacción. Como tal, la temperatura de entrada se mantiene a 350 °C para evitar que la temperatura de salida supere los 550 °C. Los reactores industriales operan en un rango de presión atmosférica a 8375 kPa (82,7 atm). La búsqueda de catalizadores de DAT de alto rendimiento sigue siendo un tema intensivo de investigación en los campos de la química y la ciencia de los materiales. La energía de activación es un criterio clave para la evaluación del rendimiento catalítico en las reacciones de desplazamiento del gas de agua. Hasta la fecha, se han encontrado algunos de los valores de energía de activación más bajos para catalizadores que consisten en nanopartículas de cobre sobre materiales de soporte de ceria con valores tan bajos como Ea = 34 kJ/mol en relación con la generación de hidrógeno.

## Mecanismo

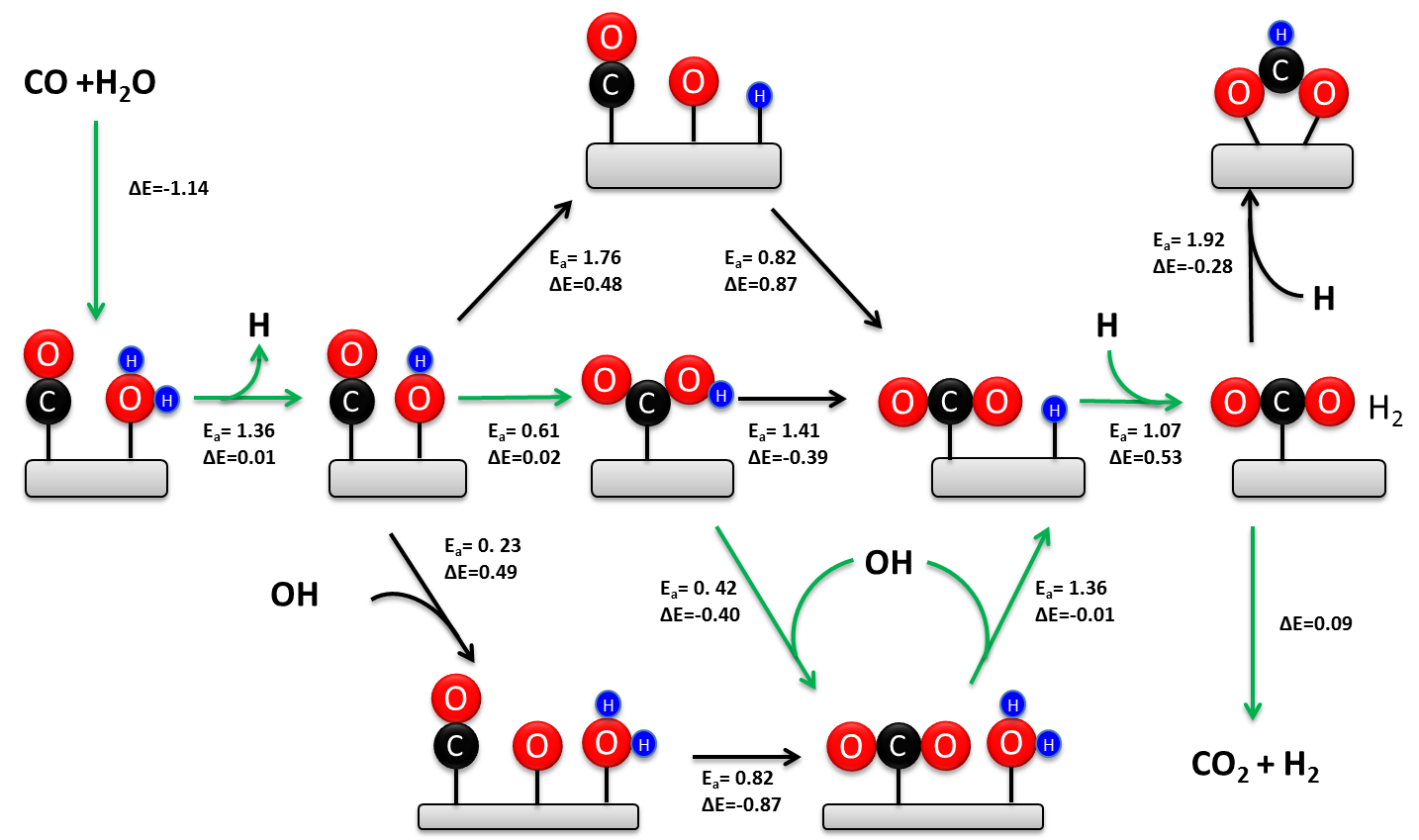
Mecanismos asociativos y redox propuestos de la reacción de desplazamiento del gas de agua

La reacción de desplazamiento del gas de agua se ha estudiado exhaustivamente durante más de cien años. El mecanismo cinéticamente relevante depende de la composición del catalizador y la temperatura. Se han propuesto dos mecanismos: un mecanismo asociativo de Langmuir-Hinshelwood y un mecanismo redox. El mecanismo redox generalmente se considera cinéticamente relevante durante el desplazamiento del gas de agua a alta temperatura (> 350 °C) sobre el catalizador industrial de hierro-cromia. Históricamente, ha habido mucha más controversia en torno al mecanismo a bajas temperaturas. Estudios experimentales recientes confirman que el mecanismo carboxilo asociativo es la vía predominante a baja temperatura en los catalizadores de metales de transición soportados por óxido metálico.

### Mecanismo asociativo
En 1920 Armstrong y Hilditch propusieron por primera vez el mecanismo asociativo. En este mecanismo, el CO y el H2O se adsorben en la superficie del catalizador, seguido de la formación de un intermedio y la desorción de H2 y CO2. En general, el H2O se disocia sobre el catalizador para producir OH y H. adsorbidos. El agua disociada reacciona con el CO para formar un carboxilo o formiato intermedio. El intermedio se deshidrogena posteriormente para producir CO2 y se adsorbe H. Dos átomos de H adsorbidos se recombinan para formar H2.
Ha habido una controversia significativa en torno al intermedio cinéticamente relevante durante el mecanismo asociativo. Los estudios experimentales indican que ambos intermedios contribuyen a la velocidad de reacción sobre los catalizadores de metales de transición soportados por óxidos metálicos. Sin embargo, la ruta del carboxilo representa aproximadamente el 90% de la tasa total debido a la estabilidad termodinámica del formiato adsorbido sobre el soporte de óxido. El sitio activo para la formación de carboxilo es un átomo de metal adyacente a un hidroxilo adsorbido. Este conjunto se forma fácilmente en la interfase metal-óxido y explica la actividad mucho mayor de los metales de transición soportados por óxido en relación con las superficies metálicas extendidas. La frecuencia de rotación para la reacción de desplazamiento del gas de agua es proporcional a la constante de equilibrio de la formación de hidroxilo, lo que explica por qué los soportes de óxido reducible (p. Ej. CeO2) son más activos que los soportes irreducibles (p. Ej. SiO2) y superficies metálicas extendidas (p. Ej. Pt). A diferencia del sitio activo para la formación de carboxilo, la formación de formiato ocurre en superficies metálicas extendidas. El intermedio de formiato se puede eliminar durante la reacción de desplazamiento del gas de agua mediante el uso de catalizadores de metales de transición dispersos atómicamente con soporte de óxido, lo que confirma aún más la dominancia cinética de la ruta del carboxilo.

### Mecanismo redox
El mecanismo redox implica un cambio en el estado de oxidación del material catalítico. En este mecanismo, el CO es oxidado por un átomo de O que pertenece intrínsecamente al material catalítico para formar CO2. Una molécula de agua sufre adsorción disociativa en la vacante O recién formada para producir dos hidroxilos. Los hidroxilos desproporcionados para producir H2 y devuelven la parte posterior superficie catalítica a su estado de pre-reacción.
El mecanismo implica el ataque nucleofílico de agua o hidróxido en un centro M-CO, generando un ácido metalacarboxílico.

### Termodinámica
El WGSR es exergónico, con los siguientes parámetros termodinámicos a temperatura ambiente (298 K):
En solución acuosa, la reacción es menos exergónica.

## Desplazamiento inverso del gas de agua
Dado que la reacción de desplazamiento del gas de agua es una reacción de equilibrio, no hay una reacción de desplazamiento del gas de agua "inversa". El gas de agua se define como un gas combustible formado principalmente por monóxido de carbono (CO) e hidrógeno (H2). El término "desplazamiento" en el desplazamiento del gas de gas significa cambiar la proporción de la composición del gas de agua (CO:H2). La proporción puede aumentarse añadiendo CO2 o reducirse por adición de vapor al reactor.